# Tesárske Mlyňany
Tesárske Mlyňany és un poble i municipi d'Eslovàquia que es troba a la regió de Nitra, al sud-oest del país. El 2011 tenia 1.683 habitants. La primera menció escrita de la vila es remunta al 1075.

## Demografia
| Godina             | 1994 | 2004   | 2014   | 2024   |
| ------------------ | ---- | ------ | ------ | ------ |
| Nombre de persones | 1689 | 1652   | 1787   | 1798   |
| Diferència         |      | −2,19% | +8,17% | +0,61% |

| Godina             | 2023 | 2024   |
| ------------------ | ---- | ------ |
| Nombre de persones | 1796 | 1798   |
| Diferència         |      | +0,11% |

## Persones il·lustres
- Štefan Ambrózy-Migazzi (1869 - 1933), dendròleg i mecenes de l'Arborètum de Mlyňany.[cal citació]
- Július Gábriš (1913 – 1987), bisbe.[cal citació]
- Koloman Ivanička (1929 – 2014), econòmic i geògraf.[cal citació]

## Galeria d'imatges

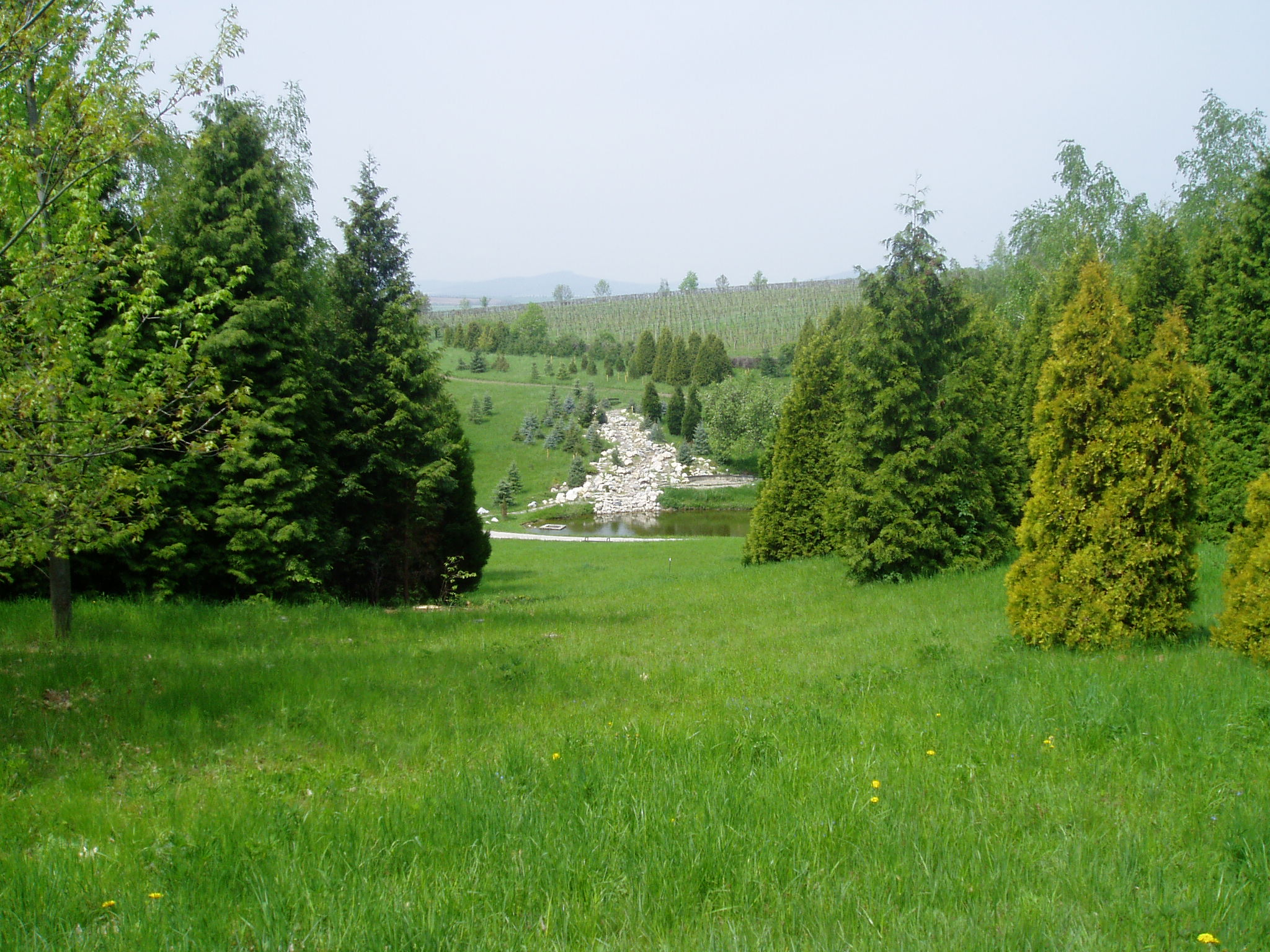